# Meervalachtigen
De meervalachtigen (Siluriformes, synoniem Nematognathi) vormen een orde van vissen. Bekende families zijn de echte meervallen, pantsermeervallen, katvissen, en de christusvissen of zeemeervallen. Sommige soorten, vooral meervallen, kunnen honderden kilo's zwaar worden en meters lang, maar de meeste soorten blijven aanzienlijk kleiner. Sommige soorten kunnen elektrische schokken toedienen of hebben giftige stekels.

## Families
De volgende families zijn bij de orde ingedeeld:
- Akysidae
- Amblycipitidae (Slanke meervallen)
- Amphiliidae (Kuilwangmeervallen)
- Anchariidae
- Andinichthyidae  †
- Ariidae (Christusvissen)
- Aspredinidae (Braadpan- of banjomeervallen)
- Astroblepidae (Klimmeervallen)
- Auchenipteridae (Houtmeervallen)
- Austroglanididae (Rotsmeervallen)
- Bagridae (Stekelmeervallen)
- Callichthyidae (Pantsermeervallen)
- Cetopsidae (Walvismeervallen)
- Chacidae (Grootkopmeervallen)
- Clariidae (Kieuwzakmeervallen)
- Claroteidae (Stekelmeervallen)
- Cranoglanididae (Stekelmeervallen)
- Diplomystidae (Oermeervallen)
- Doradidae (Doornmeervallen)
- Erethistidae
- Heptapteridae
- Heteropneustidae (Zakkieuwigen)
- Horabagridae[1]
- Hypsidoridae  †
- Ictaluridae (Noord-Amerikaanse katvissen)
- Lacantuniidae (Meervallen)
- Loricariidae (Harnasmeervallen)
- Malapteruridae (Siddermeervallen)
- Mochokidae (Baardmeervallen)
- Nematogenyidae (Bergmeervallen)
- Pangasiidae (Reuzenmeervallen)
- Pimelodidae (Antennemeervallen)
- Plotosidae (Koraalmeervallen)
- Pseudopimelodidae
- Schilbeidae (Glasmeervallen)
- Scoloplacidae (Dwergmeervallen)
- Siluridae (Meervallen)
- Sisoridae (Zuigmeervallen)
- Trichomycteridae (Parasitaire meervallen)